# Leucosyris
 Leucosyris   Greene, 1897 è un genere di piante angiosperme dicotiledoni della famiglia delle Asteraceae, sottofamiglia Asteroideae, tribù Astereae (North American lineage) e sottotribù Machaerantherinae.

## Etimologia
Il nome del genere è di probabile derivazione dal greco "leukos" (= bianco) e "syra" (= pelle).
Il nome scientifico del genere è stato definito dal botanico Edward Lee Greene (1843-1915) nella pubblicazione " Flora Franciscana: an attempt to classify and describe the vascular plants of middle California. San Francisco" ( Fl. Francisc. pt. 4: 384 ) del 1897.

## Descrizione

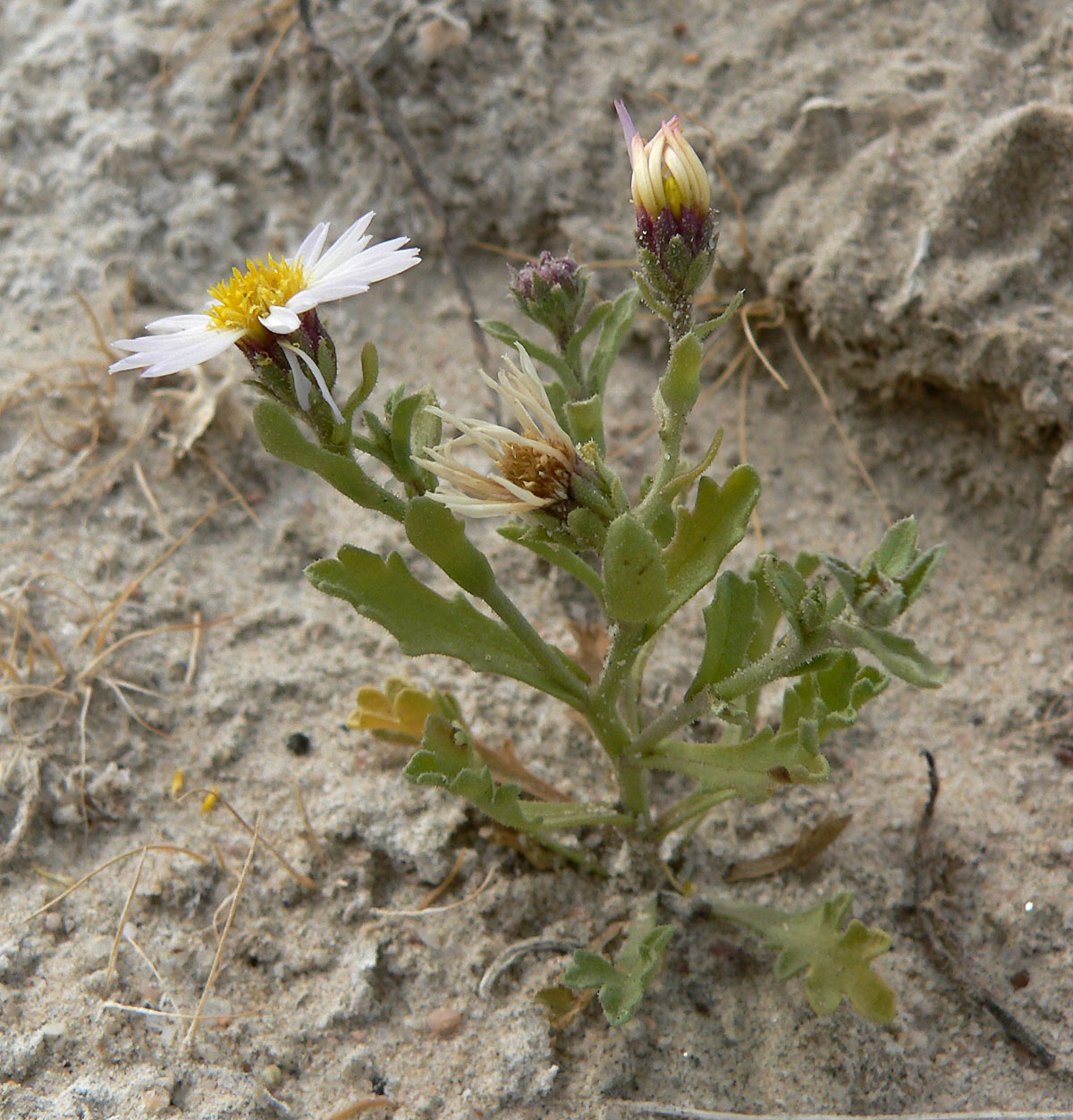
Il portamento
Leucosyris arida

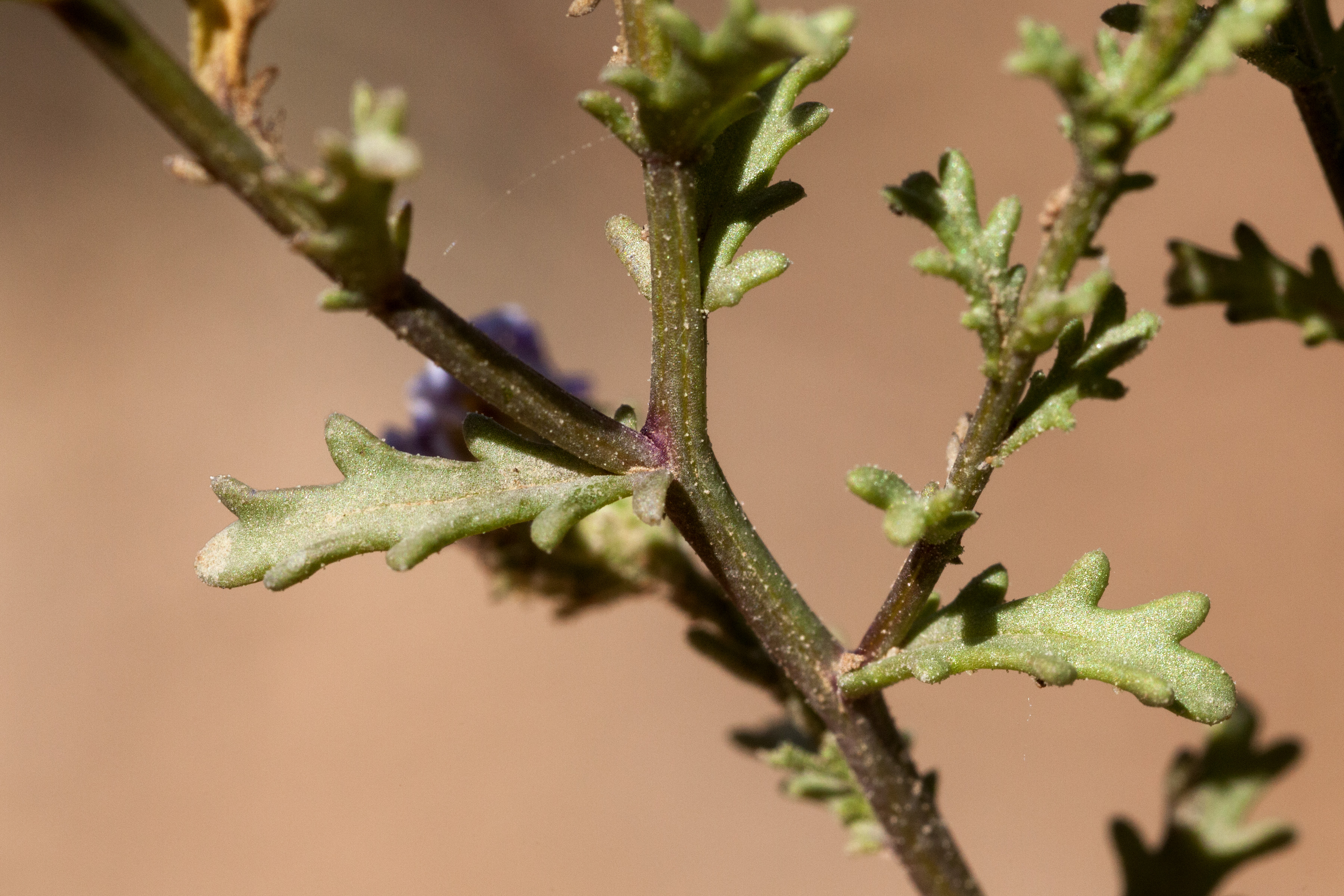
Le foglie
Leucosyris parviflora

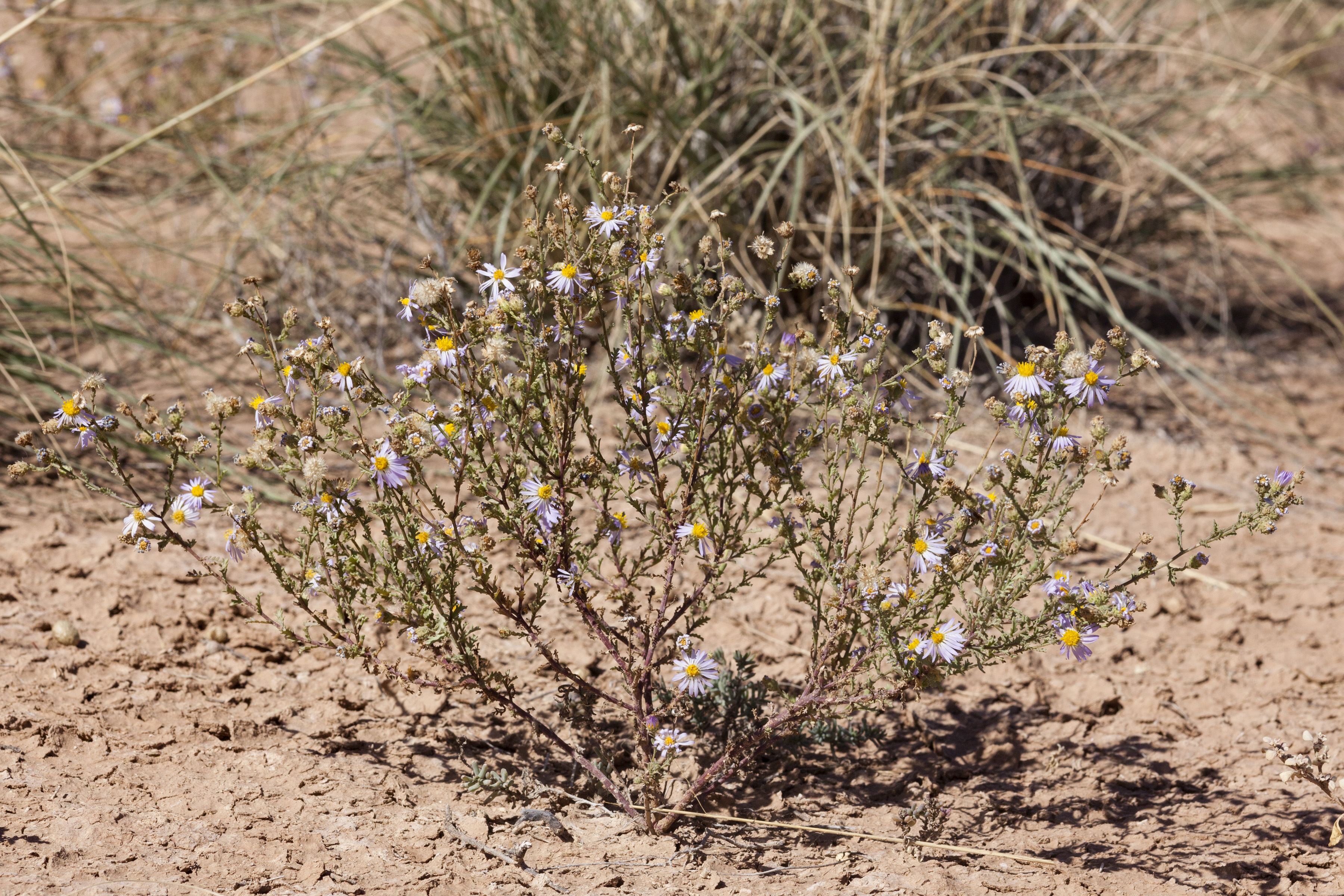
Infiorescenza
Leucosyris parviflora

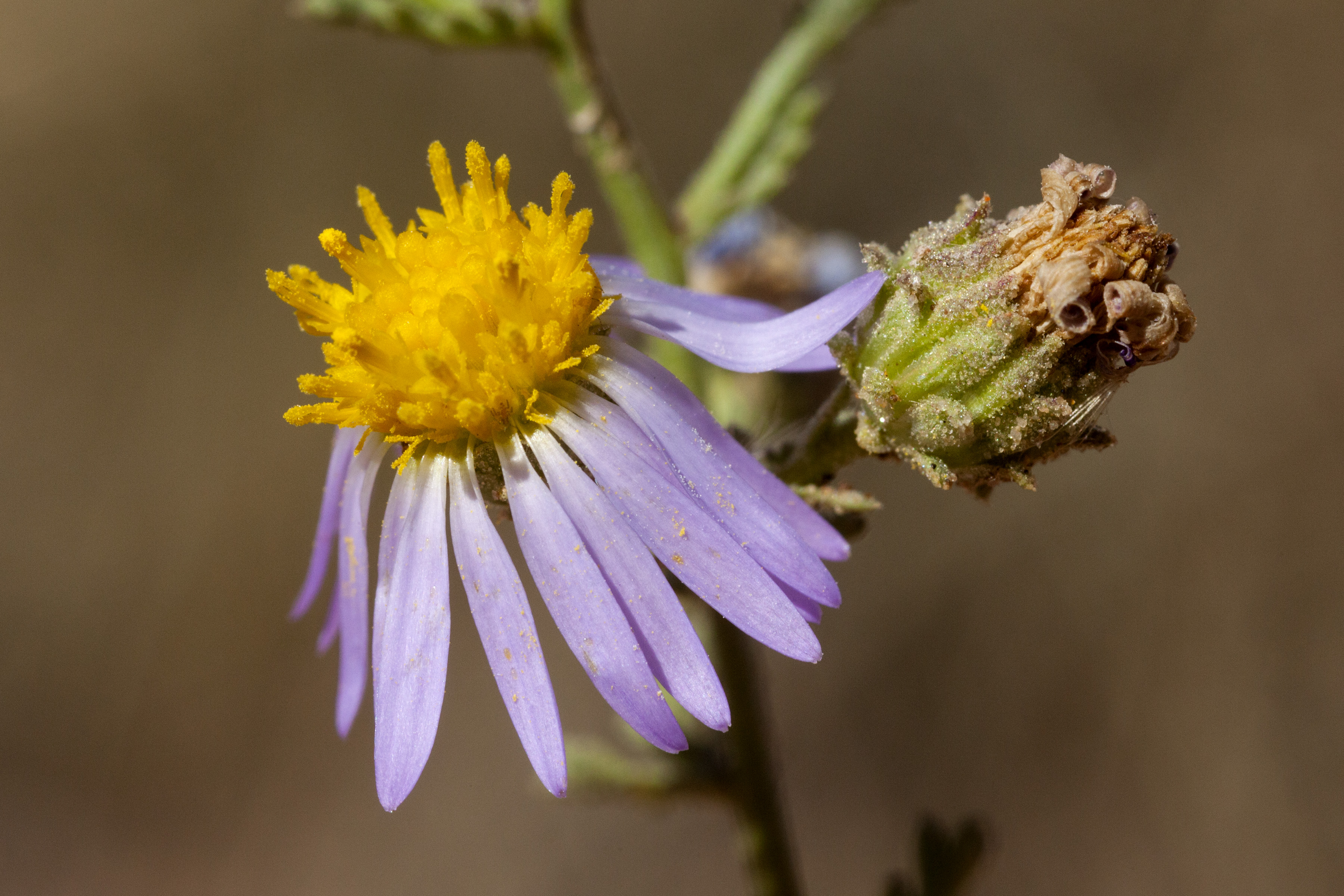
I fiori
Leucosyris parviflora

Portamento. Le specie di questo genere hanno un ciclo biologico annuale o brevemente perenne con habitus erbaceo. Alcune specie sono rizomatose. La superficie delle piante varia da glabra a pubescente anche con peli ghiandolari.
Fusto. La parte aerea varia da eretta a ascendente riccamente ramosa. Altezza media: 10 - 60 cm.
Foglie. Le foglie sono basali e cauline. Quelle basali hanno forme da lineari a lanceolate, oblanceolate o obovate, a volte appassiscono con la fioritura e sono picciolate. Le foglie lungo il caule sono disposte in modo alternato e sono sessili; la lamina ha delle forme da lanceolate a squamose con margini da interi a dentati, lacerate a profondamente pennatifide o bipennatifide. La consistenza può essere carnosa o succulenta.
Infiorescenza. Le sinflorescenze sono sia scapose (capolini solitari) che composte da alcuni capolini raccolti in sciolte formazioni corimbose-tirsoidi. Le infiorescenze vere e proprie sono composte da un capolino terminale peduncolato di tipo radiato (o discoide) con fiori eterogami. I capolini sono formati da un involucro, con forme da turbinate a emisferiche-depresse, composto da 40 - 150 brattee, al cui interno un ricettacolo fa da base ai fiori di due tipi: fiori del raggio e fiori del disco. Le brattee, appressate, patenti o riflesse, con superficie glabra o densamente stipitato-ghiandolare e a consistenza erbacea, sono disposte in modo più o meno embricato e scalato su 4 - 8 serie. Il ricettacolo (senza pagliette), indistintamente alveolato, a protezione della base dei fiori ha delle forme convesse. Dimensione dell'involucro: 3 - 12 x 4 - 16 mm.
Fiori.  I fiori sono tetra-ciclici (formati cioè da 4 verticilli: calice – corolla – androceo – gineceo) e pentameri (calice e corolla formati da 5 elementi). Si distinguono in:
- fiori del raggio (esterni): da 8 a 80 per capolino, sono femminili e sono disposti su 1 - 2 serie; la forma è ligulata (zigomorfa); sono assenti in alcune specie;
- fiori del disco (centrali): sono più numerosi (da 12 a 100) con forme brevemente tubulose (attinomorfe); sono ermafroditi.

- Formula fiorale:

*/x K {\displaystyle \infty }, [C (5), A (5)], G 2 (infero), achenio
- Calice: i sepali del calice sono ridotti ad una coroncina di squame.

- Corolla:

- fiori del raggio: la forma della corolla alla base è più o meno tubulosa-imbutiforme, mentre all'apice è ligulata; la ligula può terminare con alcuni denti; il colore è blu chiaro o scuro;
- fiori del disco: la forma è tubulare bruscamente divaricata in 5 lobi; i lobi, eretti, hanno una forma triangolare; il colore è giallo.

- Androceo: l'androceo è formato da 5 stami sorretti da filamenti generalmente liberi; gli stami sono connati e formano un manicotto circondante lo stilo; le teche (produttrici del polline) alla base sono troncate e sono lievemente auricolate (molto raramente sono speronate o hanno una coda); le appendici apicali delle antere hanno delle forme piatte e lanceolate; il tessuto endoteciale (rivestimento interno dell'antera) è quasi sempre polarizzato (con due superfici distinte: una verso l'esterno e una verso l'interno). Il polline è sferico con un diametro medio di circa 25 micron;  è tricolporato (con tre aperture sia di tipo a fessura che tipo isodiametrica o poro) ed è echinato (con punte sporgenti).

- Gineceo: l'ovario è infero uniloculare formato da 2 carpelli. Lo stilo (il recettore del polline) è profondamente bifido (con due stigmi divergenti) e con le linee stigmatiche marginali separate. I due bracci dello stilo hanno una forma da lanceolata a deltoide e possono essere papillosi o ricoperti da ciuffi di peli.

Frutti. I frutti sono degli acheni con pappo: il corpo, leggermente compresso, con 5 - 11 nervature longitudinali, ha la forma strettamente oblunga e superficie è moderatamente o densamente pubescente. Le setole del pappo sono bianche, filiformi e sono da 20 a 40 disposte su 2 – 3 serie.

## Biologia
Impollinazione: l'impollinazione avviene tramite insetti (impollinazione entomogama tramite farfalle diurne e notturne).

Riproduzione: la fecondazione avviene fondamentalmente tramite l'impollinazione dei fiori (vedi sopra).

Dispersione: i semi (gli acheni) cadendo a terra sono successivamente dispersi soprattutto da insetti tipo formiche (disseminazione mirmecoria). In questo tipo di piante avviene anche un altro tipo di dispersione: zoocoria. Infatti gli uncini delle brattee dell'involucro (se presenti) si agganciano ai peli degli animali di passaggio disperdendo così anche su lunghe distanze i semi della pianta. Inoltre per merito del pappo il vento può trasportare i semi anche a distanza di alcuni chilometri (disseminazione anemocora).

## Distribuzione e habitat
Le specie di questo genere sono distribuite in U.S.A. e Messico occidentali.

## Sistematica
La famiglia di appartenenza di questa voce (Asteraceae o Compositae, nomen conservandum) probabilmente originaria del Sud America, è la più numerosa del mondo vegetale, comprende oltre 23.000 specie distribuite su 1.535 generi, oppure 22.750 specie e 1.530 generi secondo altre fonti (una delle checklist più aggiornata elenca fino a 1.679 generi). La famiglia attualmente (2021) è divisa in 16 sottofamiglie; la sottofamiglia Asteroideae è una di queste e rappresenta l'evoluzione più recente di tutta la famiglia.

### Filogenesi
La tribù Astereae (una delle 21 tribù della sottofamiglia Asteroideae) comprende circa 40 sottotribù. In base alle ultime ricerche nella tribù sono stati individuati (provvisoriamente) 5 principali lignaggi:
- Basal grade: include alcuni generi isolati, il gruppo "South American-Oceania",  alcune sottotribù africane e il gruppo dei generi legnosi del Madagascar.
- Bellis lineage: comprende le sottotribù eurasiatiche e una sottotribù africana.
- Aster lineage: include i generi asiatici di Asterinae e i principali gruppi dell'Australia e dell'Oceania.
- Baccharis lineage: include alcuni gruppi sudamericani.
- North American lineage: include la vasta gamma di sottotribù del Nordamerica, Messico e alcuni gruppi distribuiti nel Sudamerica.

Il genere Leucosyris (insieme alla sottotribù Machaerantherinae) è incluso nel lignaggio "North American lineage". Attualmente la sottotribù è suddivisa in 5 gruppi informali: Basal grade - Machaeranthera group - Haplopappus group - Xanthocephalum group - Lessingia group. Questo genere si trova nel "Machaeranthera group" e insieme ai generi Dieteria e Xylorhiza formano un gruppo affine e abbastanza "basale" rispetto al nucleo della sottotribù. In particolare Dieteria e Leucosyris formano un "gruppo fratello".
I caratteri distintivi del genere sono:
- il pappo dei fiori del raggio a volte è assente;
- se il pappo è presente allora le foglie hanno la lamina 1-2-pennatifida, oppure (se la lamina è intera o dentata) le piante sono glabre ad eccezione dei margini della foglia che sono provvisti di setole o denti apicali o setole spinose.

Il numero cromosomico delle specie di questo genere è: 2n = 10.
In precedenti trattazioni le specie di questo genere erano descritte all'interno del genere Machaeranthera. Leucosyris si distingue da Machaeranthera per gli acheni dei fiori del raggio privi di pappo, per le brattee involucrali disuguali e un numero cromosomico n = 5.

### Elenco delle specie
Questo genere ha 9 specie:
- Leucosyris arida (B.L.Turner & D.B.Horne) Pruski & R.L.Hartm.
- Leucosyris blepharophylla  (A.Gray) Pruski & R.L.Hartm.
- Leucosyris carnosa  (A.Gray) Greene
- Leucosyris coulteri  (A.Gray) Pruski & R.L.Hartm.
- Leucosyris crispa  (Brandegee) Pruski & R.L.Hartm.
- Leucosyris mattturneri  (B.L.Turner & G.L.Nesom) Pruski & R.L.Hartm.
- Leucosyris parviflora  (A.Gray) Pruski & R.L.Hartm.
- Leucosyris riparia  (Kunth) Pruski & R.L.Hartm.
- Leucosyris turneri  (M.L.Arnold & R.C.Jacks.) Pruski & R.L.Hartm.

### Sinonimi
Sono elencati alcuni sinonimi per questa entità:
- Arida (R.L.Hartm.) D.R.Morgan & R.L.Hartm.